# KDEGames
KDEGames es un paquete de software que contiene juegos integrados en el escritorio KDE que comparten una infraestructura en común entre sí y con el escritorio. Está compuesto por los paquetes kdegames, kdegames-arcade, kdegames-board, kdegames-tactic y kdegames-card.

## Lista de juegos

### kdegames
Juegos varios:
KPatienceJuego de cartas con los solitarios Klondike, Spider y FreeCell, entre otros juegos.
KMinesImplementación del buscaminas para KDE.
knetwalk

### kdegames-arcade
Juegos de arcade:
KAsteroidsPorte de Asteroids para KDE.
KBouncePorte de JezzBall para KDE.
KFoulEggsJuego Puyo Puyo.
KGoldRunnerPorte de Lode Runner para KDE. Corre alrededor de un área recogiendo el oro para pasar al siguiente nivel.
KolfSimulación divertida de golf en miniatura.
KSirtetClon simple del Tetris.
KSmileTrisVariación del Tetris.
KSnakePorte de Rattler Race (una variación de Snake) para KDE.
KSpaceDuelVariación del juego Spacewar!.
KTronJuego de carreras Tron Light cycle rudimentario.
KTuberlingJuego de Hombre Patata para niños (modelado después el juguete para niños Mr. Potato Head).

### kdegames-board
Juegos de tablero:
KBackgammonBackgammon para KDE.
KBattleshipbatalla naval para KDE.
KBlackBoxJuego de lógica Black-Box. Tira rayos en una caja negra para encontrar algunas bolas.
KenolabAAbalone para KDE.
Shisen-ShoJuego similar a Mahjong.
KWin44 en raya.

### kdegames-tactic
Juegos de táctica y estrategia:
KAtomicClon del juego comercia Atomix, de la década de 1990.
KJumpingCubeJuego de tablero donde haces que las cajas cambien de color e intentas tener éxito al asumir el control del tablero.
KLinesPon al menos cinco bolas del mismo color en una línea.
KlicketyAdaptación de clickomania / SameGame para KDE, similar a KSameGame.
KonquestConquista galáctica.
KSameGameCamino de bolas que deben ser borradas.
KSokobanClon de Sokoban.

#### kdegames-card
Juegos de cartas:
KPoker
Lt. Skat